# Szentpéteri templom (Kolozsvár)
A Szent Péter és Pál apostolok templom, ismertebb nevén szentpéteri templom Kolozsvár egyik műemlék temploma a város keleti részén, a hajdani Kül-Magyar utca végén. A romániai műemlékek jegyzékében a CJ-II-m-B-07245 sorszámon szerepel.

## Története
Ezen a helyen a 12–13. században egy Szentpéter nevű falu állt saját templommal és plébániával. A település történetéről kevés maradt fenn, a későbbi századokban beolvadt a város felől terjeszkedő hóstátokba. A település emlékét őrzi a 15. századi Szentpéteri utca, a tulajdonképpeni későbbi Magyar utca.
Az 1450–1460-as években hol önálló plébánossal rendelkező egyházközség működött itt‚ hol a kolozsvárinak alárendelt. A hagyomány szerint 1480-ban Mátyás király idején Jakab plébános önállósága nyert megerősíttetést. A középkori templom alapjainak egy része a mai oltár alatt maradt fenn.
A templomot 1560-ban az unitáriusok szerezték meg. 1585-ben határozták el, hogy egy kőtemplomot építenek ide, ami azonban védtelen fekvése miatt hamarosan elpusztult. Az 1620-as évektől 1660 körüli egy unitárius gimnázium is működött a templom szomszédságában. A Rákóczi vezette szabadságharc idején a külváros együtt a templommal és az iskolával leégett, s a vidék csak a szatmári béke megkötése után népesült be ismét. 1715-re a régi alapokon‚ az oldalfalak felhasználásával deszkaboltozatos‚ zsindellyel fedett kis kápolnát alakítottak ki.
1716-ban a főtéri templommal együtt visszakerült a katolikus egyházhoz, akiket az osztrák császári seregek támogattak. A korábban a városból kiűzött minoriták telepedtek meg a templom körül. 1724-ben Demeter Márton káptalani helynöktől megkapták a templomot, ezt 1725-ben Antalfi János püspök okmányokkal is megerősítette. Az 1770-es évekre felépült belvárosi templomuk és rendházuk a Belső-Közép utcában, így a szentpéteri házat átadták aggmenház céljaira. Érdekessége volt a templomnak, hogy a tiszta református hóstát közepén állt.
A közben erősen leromlott állapotú templom újjáépítéséről az 1840-es évek elején döntöttek. Az új templomot Kagerbauer Antal tervei alapján építették 1844–1848 között. Felszentelésére 1848. június 28-án került sor.
1901-ben a minorita áldozópapok látták el a szolgálatot a templomban, ezt követően önálló plébánia lett Kolozsvár-szentpéteri római katolikus egyházközség címmel‚ amelyhez a Dohány utca (ma Petőfi Sándor) vonalától keletre eső városrész tartozott.
A templomot 1947–1948-ban, majd 1977-ben renoválták.

## Leírása
Kagerbauer a templomot is neogótikusra tervezte. Főleg a torony kiképzésében hatással lehetett rá a főtéri templom akkor már épülő új gótikus tornya. Kagerbauer altemplom-kriptaként megőrizte a középkori hajó egy részét a szentély alatt. Különben az új épület a gótikus falusi templomok rendszerét követi egy tengelyre fűzve fel a tornyot‚ hajót és szentélyt. A torony négyzetes alapból indul ki‚ majd a legfelső szintjén hatszögűvé válik. Alsó szintje csúcsíves keretbe zárja a főkaput. Felette hatalmas négyzetbe írt körablak‚ afölött pedig csúcsíves ablak díszíti a homlokzatot. A torony legdíszesebb szintje az utolsó előtti‚ mely már a hajó fedele felé emelkedik: magas csúcsíves ablakok‚ csúcsos ormok és kőfiálék ékesítik. A hajó öt boltszakaszos‚ kívül a párkányig érő támpillérekkel‚ belül csehsüveg boltozású hálóboltozatra emlékeztető kidolgozással. A hajót háromoldalú szentély zárja. A gótikus főoltárt Szent Erzsébet képével‚ Péter és Pál szobrával‚ alsó és felső tabernákulummal Münchenben készítették.
Az orgona – felirata szerint – Kolonich István kézdivásárhelyi mester 124. műve‚ 1874-ben készült. Szekrénye szintén gótikus. 1925-ben építették újjá.
A szentélyt valamikor a század elején Lotz Károly kolozsvári származású tanítványa‚ Stein János festette ki‚ majd a hajót 1926-ban Hosszu Márton festőművész közreműködésével Szatmári Károly látta el freskókkal (folytatva Stein stílusát‚ s a budapesti Mátyás-templom díszítéséből ihletődve).
A templom eredeti két harangját az első világháborúban elrekvirálták. A három új harangot 1925 májusában szentelték fel. Az elrepedt Mária-harangot 1977-ben cserélték ki.

## A díszkapu
A templom egyik nevezetessége a bejárat előtti díszkapu vagy fogadalmi kapu, amelyet 1743–1747 között építettek a Szent Mihály-templom körüli cinterem kapujaként, az 1738-as pestisjárvány emlékére. A kivitelező mester‚ „Ioannes Lapicida” minden valószínűség szerint Johannes König bajor szobrász lehetett‚ aki korábban a gyulafehérvári vár díszkapuinak faragásánál tevékenykedett. Miután a főtéri templom körüli épületeket elbontották, a városi tanács úgy határozott 1898-ban, hogy a díszkaput a szentpéteri templom elé helyezi át.
A három bejárat közül a közbülső félkörívű volt‚ s poligonális pillérek fogják közre. „Az architektúra eredeti formájában a barokk szokásos díszítőelemeivel volt dekorálva. A pillérek posztamensei volutás rajzokkal‚ a pillértörzsek síp- és cartouche-díszekkel voltak ékesek. A nagy kapuív záródása fölötti szoborfülke két oldalán virágcsokrot tartó angyalok voltak kifaragva‚ a fülke fölött cartouche- s fesztondísz. Az oldalajtók szemöldökében két puttófej díszlett” – írta Biró József 1934-ben. Az átépítéskor azonban egyes díszítőelemeit megváltoztatták, így a barokkos tartóoszlopok helyére egyszerű kőoszlopok kerültek. A központi kapu félköríves záródása helyére kosárgörbét alakítottak ki.
A közbülső kapunyílás feletti fülkében kerek arcú, fekvő nőalak, Szent Rozália látható‚ fején rózsakoszorú‚ egyik kezével fejét támasztja‚ másikkal ölében koponyát tart. E fülke fölött, a kapu legmagasabb pontján áll Szent Mihály arkangyal szobra hagyományos római legionárius öltözetben‚ kiterjesztett szárnyakkal‚ jobb lábával a sárkányra tapos. Bal kezében kis pajzsot, jobbjában vaskardot tart jellegzetes barokkos beállításban. Tőle jobbra és balra lépcsőzetesen még három-három szobor látható‚ olyan szenteké, akik a hagyomány szerint a pestis ellen védelmezhettek. Jobbra-északra: Keresztelő Szent János balját az égre emeli‚ jobbjában kereszt‚ lábánál bárány; az oldalajtón Szent Sebestyén fatörzshöz kötött alakja‚ a szélső oszlopon Borromei Szent Károly. Balra-délre: Szent János evangélista jobbját kitárja‚ baljában könyvet s kelyhet tart‚ redőzetes ruhája tövében sas‚ a kiskapun Szent Rókus vándor alakja a kutyával‚ a szélső oszlopon Nepomuki Szent János kezében a kereszttel. A kaput díszítő szobrok az évek során megcsonkultak.

## A fogadalmi oszlop (Mária-oszlop)

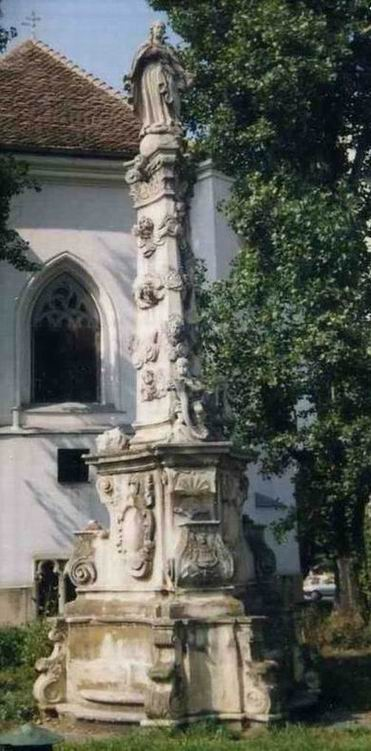
A Mária-oszlop a Szentpéteri templom mögött napjainkban

A másik fő látnivaló a templom mögötti fogadalmi oszlop vagy Mária-oszlop, amely szintén az 1738-as pestis emlékét őrzi. Kornis Antal főkormányszéki tanácsos és felesége‚ Petki Anna emeltette 1744-ben.